# Свежава (гмина)
Свежава (пол. Świerzawa) — городско-сельская гмина (волость) в Польше, входит как административная единица в Злоторыйский повет, Нижнесилезское воеводство. Население 7890 человек (на 2004 год).

## Демография
| Перепись                       | Всего   | Всего | Женщины | Женщины | Мужчины | Мужчины |
| ------------------------------ | ------- | ----- | ------- | ------- | ------- | ------- |
| Единицы                        | человек | %     | человек | %       | человек | %       |
| Население                      | 7890    | 100   | 4004    | 50,7    | 3886    | 49,3    |
| Плотность населения (чел./км²) | 49,5    | 49,5  | 25,1    | 25,1    | 24,4    | 24,4    |

## Сельские округа
1. Бегошув
2. Добкув
3. Гоздно
4. Любехова
5. Новы-Косчул
6. Подгурки
7. Жешувек
8. Жонсник
9. Сендзишова
10. Стара-Красница
11. Соколовец

## Поселения
1. Бронкув
2. Дыновице
3. Янохув
4. Юрчице
5. Кшенюв
6. Посемпско
7. Ружана
8. Сондрецко
9. Щехув

## Соседние гмины
1. Гмина Болькув
2. Гмина Яновице-Вельке
3. Гмина Ежув-Судецки
4. Гмина Менцинка
5. Гмина Пельгжимка
6. Гмина Влень
7. Гмина Злоторыя